# Monte Vulture
Monte Vulture je hora v Itálii, vysoká 1326 m n. m. a zaujímající plochu 27 km². Nachází se v kraji Basilicata 56 km severně od Potenzy. Je nápadnou krajinnou dominantou a v starověku tvořila přirozenou hranici mezi Lukánií a Apulií. Místní horské potoky patří do povodí řeky Ofanto.
Monte Vulture je vyhaslou sopkou, která byla aktivní v pleistocénu (k poslední erupci došlo podle odhadů před čtyřiceti tisíci lety). Často zde bývají nalézány haüyny. Na vrcholu se nachází kaldera Valle dei Grigi s dvěma jezírky maarového původu Laghi di Monticchio o rozloze 38 hektarů a 16 hektarů.
Svahy hory jsou porostlé lesy, zdejším endemitem je můra Acanthobrahmaea europaea. Nachází se zde opatství svatého Michala, založené v 8. století, a město Rionero in Vulture, proslulé produkcí minerální vody Guadianello. V okolí se rozkládá zemědělská krajina nazývaná Vulture, kde se na úrodné sopečné půdě pěstuje kaštanovník jedlý a réva vinná (lokální červené víno Aglianico del Vulture má chráněné označení původu DOCG).